# Bernardo di Sassonia-Weimar
Bernardo di Sassonia-Weimar (Weimar, 16 agosto 1604 – Neuenburg am Rhein, 18 luglio 1639) è stato un principe tedesco e un importante comandante militare durante la Guerra dei trent'anni.

## Biografia
Bernardo nacque nella città di Weimar, parte del Ducato di Sassonia-Weimar, undicesimo figlio del duca Giovanni e di Dorotea Maria di Anhalt. Ricevette un'educazione insolitamente buona e studiò all'Università di Jena, ma in seguito si recò alla corte del Principe elettore di Sassonia, dove si dedicò all'arte militare.
Allo scoppio della Guerra dei trent'anni si unì alle forze protestanti, e partecipò a numerosi scontri: nel 1622 prese parte alla battaglia di Wiesloch al comando di Ernst von Mansfeld e alla battaglia di Wimpfen sotto Giorgio Federico di Baden Durlach; l'anno successivo fu coinvolto nella disfatta protestante avvenuta nella battaglia di Stadtlohn.
Per nulla scoraggiato dalle varie sconfitte, si unì alle forze del re Cristiano IV di Danimarca, e, quando anche il sovrano danese venne battuto e si dovette ritirare dal conflitto, si recò nelle Province Unite, dove prese parte all'assedio della fortezza di 's-Hertogenbosch, nel 1629.
L'anno successivo, quando il re di Svezia Gustavo II Adolfo sbarcò in Germania, Bernardo passò immediatamente al suo servizio, divenendo per un breve periodo colonnello delle Guardie Svedesi a cavallo. Dopo la vittoria ottenuta nella battaglia di Breitenfeld, egli accompagnò il sovrano svedese nella sua marcia verso il fiume Reno, guidando numerose spedizioni in un'area molto vasta, dalla Mosella al Tirolo; nella battaglia dell'Alte Veste dimostrò grande coraggio, e nella battaglia di Lützen del 1632 assunse il comando a seguito della morte di Gustavo; dopo avere ucciso un colonnello che si rifiutava di condurre i suoi uomini all'attacco, riuscì, con la sua energica conduzione, a ottenere la vittoria al tramonto.
Dopo la morte del re, continuò ad operare nella Germania meridionale, prima agli ordini di suo fratello Guglielmo, poi come comandante indipendente; nel 1633, assieme al generale svedese Gustav Horn, intraprese con successo l'invasione della Baviera, difesa dal comandante imperiale Johann von Aldringen. Nello stesso anno fu nominato Duca di Franconia e gli furono assegnati come dominio personale i vescovadi di Würzburg e Bamberga; dopo avere installato come governatore uno dei suoi molti fratelli, ritornò a condurre le operazioni militari. Convinto protestante, impose sempre pesanti contribuzioni alle città cattoliche da lui conquistate, e le molte vittorie conseguite portarono i protestanti tedeschi a considerarlo come difensore della religione; tuttavia, nel 1634, Bernardo, assieme al generale Horn, fu pesantemente sconfitto dalle forze imperiali e spagnole nella battaglia di Nördlingen, che comportò la perdita di molte delle migliori forze svedesi.
L'anno successivo Bernardo entrò al servizio della Francia, entrata attivamente nel conflitto per impedire una vittoria degli Asburgo; si trovò così allo stesso tempo nel ruolo di comandante in capo delle forze protestanti della Lega di Heilbronn, formata da vari principi protestanti tedeschi, e ufficiale al servizio della Francia. Questa situazione si rivelò difficile da gestire: le successive campagne di Bernardo, condotte con grande abilità, oscillarono tra una condotta che privilegiava la politica francese ed una che si focalizzava sulle necessità dei protestanti tedeschi.
La più notevole delle sue campagne fu quella del 1638, in cui vinse la battaglia di Rheinfelden e altri scontri minori a Wittenweiher e Thann, catturando successivamente le fortezze di Rheinfelden, Friburgo e Breisach, quest'ultima ritenuta una delle più potenti d'Europa; i francesi assicurarono a Bernardo il possesso dell'Alsazia e di Hagenau, in cambio dei suoi territori persi al tempo delle sconfitte del 1634.
La sua salute tuttavia era in progressivo declino. Morì a Neuenburg am Rhein, il 18 luglio 1639; i territori da lui conquistati passarono sotto la sovranità francese. Fu sepolto a Breisach e in seguito le sue spoglie furono trasferite a Weimar

## Ascendenza
|                                        |                              |                                   | Genitori                           |  |  | Nonni |  |  | Bisnonni                        |  |  | Trisnonni            |  |
|                                        |                              |                                   |                                    |  |  |       |  |  | Giovanni Federico I di Sassonia |  |  | Giovanni di Sassonia |  |
|                                        |                              |                                   |                                    |  |  |       |  |  | Giovanni Federico I di Sassonia |  |  | Giovanni di Sassonia |  |
|                                        |                              | Sofia di Mecleburgo-Schwerin      |                                    |  |  |       |  |  | Giovanni Federico I di Sassonia |  |  |                      |  |
| Giovanni Guglielmo di Sassonia-Weimar  |                              |                                   |                                    |  |  |       |  |  | Giovanni Federico I di Sassonia |  |  |                      |  |
|                                        |                              | Sibilla di Jülich-Kleve-Berg      | Giovanni III di Kleve              |  |  |       |  |  |                                 |  |  |                      |  |
|                                        |                              | Sibilla di Jülich-Kleve-Berg      | Giovanni III di Kleve              |  |  |       |  |  |                                 |  |  |                      |  |
|                                        |                              | Sibilla di Jülich-Kleve-Berg      | Maria di Jülich-Berg               |  |  |       |  |  |                                 |  |  |                      |  |
| Giovanni di Sassonia-Weimar            |                              | Sibilla di Jülich-Kleve-Berg      |                                    |  |  |       |  |  |                                 |  |  |                      |  |
|                                        |                              | Federico III del Palatinato       | Giovanni II del Palatinato-Simmern |  |  |       |  |  |                                 |  |  |                      |  |
|                                        |                              | Federico III del Palatinato       | Giovanni II del Palatinato-Simmern |  |  |       |  |  |                                 |  |  |                      |  |
|                                        |                              | Federico III del Palatinato       | Beatrice di Baden                  |  |  |       |  |  |                                 |  |  |                      |  |
| Dorotea Susanna di Wittelsbach-Simmern |                              | Federico III del Palatinato       |                                    |  |  |       |  |  |                                 |  |  |                      |  |
|                                        |                              | Maria di Brandeburgo-Bayreuth     | Casimiro di Brandeburgo-Bayreuth   |  |  |       |  |  |                                 |  |  |                      |  |
|                                        |                              | Maria di Brandeburgo-Bayreuth     | Casimiro di Brandeburgo-Bayreuth   |  |  |       |  |  |                                 |  |  |                      |  |
|                                        |                              | Maria di Brandeburgo-Bayreuth     | Susanna di Baviera                 |  |  |       |  |  |                                 |  |  |                      |  |
| Bernardo di Sassonia-Weimar            |                              | Maria di Brandeburgo-Bayreuth     |                                    |  |  |       |  |  |                                 |  |  |                      |  |
|                                        | Giovanni IV di Anhalt-Zerbst | Ernesto di Anhalt-Zerbst          |                                    |  |  |       |  |  |                                 |  |  |                      |  |
|                                        | Giovanni IV di Anhalt-Zerbst | Ernesto di Anhalt-Zerbst          |                                    |  |  |       |  |  |                                 |  |  |                      |  |
|                                        | Giovanni IV di Anhalt-Zerbst | Margherita di Münsterberg         |                                    |  |  |       |  |  |                                 |  |  |                      |  |
| Gioacchino Ernesto di Anhalt           | Giovanni IV di Anhalt-Zerbst |                                   |                                    |  |  |       |  |  |                                 |  |  |                      |  |
|                                        |                              | Margherita di Brandeburgo         | Gioacchino I di Brandeburgo        |  |  |       |  |  |                                 |  |  |                      |  |
|                                        |                              | Margherita di Brandeburgo         | Gioacchino I di Brandeburgo        |  |  |       |  |  |                                 |  |  |                      |  |
|                                        |                              | Margherita di Brandeburgo         | Elisabetta di Danimarca            |  |  |       |  |  |                                 |  |  |                      |  |
| Dorotea Maria di Anhalt                |                              | Margherita di Brandeburgo         |                                    |  |  |       |  |  |                                 |  |  |                      |  |
|                                        |                              | Cristoforo di Württemberg         | Ulrico di Württemberg              |  |  |       |  |  |                                 |  |  |                      |  |
|                                        |                              | Cristoforo di Württemberg         | Ulrico di Württemberg              |  |  |       |  |  |                                 |  |  |                      |  |
|                                        |                              | Cristoforo di Württemberg         | Sabina di Baviera                  |  |  |       |  |  |                                 |  |  |                      |  |
| Eleonora di Württemberg                |                              | Cristoforo di Württemberg         |                                    |  |  |       |  |  |                                 |  |  |                      |  |
|                                        |                              | Anna Maria di Brandeburgo-Ansbach | Giorgio di Brandeburgo-Ansbach     |  |  |       |  |  |                                 |  |  |                      |  |
|                                        |                              | Anna Maria di Brandeburgo-Ansbach | Giorgio di Brandeburgo-Ansbach     |  |  |       |  |  |                                 |  |  |                      |  |
|                                        |                              | Anna Maria di Brandeburgo-Ansbach | Edvige di Münsterberg-Oels         |  |  |       |  |  |                                 |  |  |                      |  |
|                                        |                              | Anna Maria di Brandeburgo-Ansbach |                                    |  |  |       |  |  |                                 |  |  |                      |  |